# 周铁海
周铁海（Zhou Tiehai，1966年—）是一位中国艺术家。

## 生平
出生于中国上海，1989年毕业于上海大学美术学院；现居上海。
周铁海自20世纪90年代中期开始便最反讽中国当代艺术市场发生机制的荒谬性为创作主题，曾参加过威尼斯双年展、卡塞尔文献展等众多重要国际艺术大展。作品有在各种著名杂志封面上作的“假封面”系列、国画风格的“补品”系列、“80年代明星”系列、以西方名牌香烟广告中的骆驼形象来解构西方古典名画的“安慰药”系列等。他是中国艺术与设计大奖赛候选人。
他曾公开承认本人并不作画、通常由工人在工作室中完成的创作方式。